# Chó Carea Leonés
Chó Carea Leonés, còn được gọi là Chó chăn cừu Leon là một giống chó chăn gia súc có nguồn gốc từ León, Castile và León, Tây Ban Nha, một quốc gia thuộc châu Âu và được sử dụng với vai trò là một giống chó chăn cừu. Trong nhiều thế kỷ, giống chó này đã thực hiện công việc chăm sóc đàn Churra (cừu) ở vùng núi của vùng lịch sử León.

## Chức năng
Chức năng của Chó Carea Leonés là hướng dẫn di chuyển và kiểm soát gia súc, cho dù là cừu, bò hay ngựa. Giống chó này là một giống chó cứng đầu và can đảm với gia súc, không cho phép những con vật này nản chí. Đây là một chi tiết quan trọng và được đánh giá cao bởi những người chăn cừu và giống chó mạnh mẽ với một số vết cắn cần thiết nhằm tạo sự tôn trọng từ gia súc để nó có thể kiểm soát một số lượng lớn cừu và áp đặt lên các gia súc có kích thước lớn như bò hoặc ngựa với khả năng nhận được một cú đá đáp trả từ các gia súc này. Ở những khu vực miền núi, chúng được sử dụng nhiều hơn cho việc chăn giữ các loại gia súc này và đưa cừu về chuồng, cho đàn gia súc lớn nhất trong năm, ở đồng bằng, paramos và bờ biển, các vùng là rất quan trọng.
Chúng là một giống chó rất nhanh nhẹn và thông minh, với khả năng học tập tuyệt vời và sẵn lòng làm việc. Carea Leonés còn là một giống chó có tính cách tốt nhưng phải tuân theo các mệnh lệnh mà nó nhận được từ chủ nhân.